# プージャー・サワント
プージャー・サワント（Pooja Sawant、1990年1月25日 - ）は、インドのマラーティー語映画で活動する女優。2010年に『Kshanbhar Vishranti』で女優デビューした。

## 生い立ち
ムンバイ出身。同地のバルモハン・ヴィディヤマンディル、SIWSカレッジを卒業後にダンス番組『Eka Peksha Ek Jodicha Mamla』『Boogie Woogie』に出演した。2008年に美人コンテスト「Maharashtra Times Shrawanqueen」で優勝し、『Kshanbhar Vishranti』の出演権を得た。

## キャリア
2010年に『Kshanbhar Vishranti』に出演して女優デビューし、同作は映画愛好家からカルト的な人気を集めた。2011年に『Zhakaas』でアンクシュ・チョーダリーと共演し、同作はブロックバスターを記録した。2012年には『Satrangi Re』でアディナート・コータレーと共演している。2014年に『Poshter Boyz』でディリップ・プラバヴァルカル、リシケーシュ・ジョーシー、アニケット・ヴィシュワスラーオと共演し、同作はブロックバスターを記録した。
映画の他に『Ek Peksha Ek Jodicha Mamala』『Jallosh Suvarnayugacha』などのリアリティー番組にも出演している。また、マラーティー・ダンスプログラム『Marathi Taaraka』のメインダンサーも務めている。

## フィルモグラフィー
- Kshanbhar Vishranti（2010年）
- Aata Ga Baya（2011年）
- Zhakaas（2011年）
- Satrangi Re（2012年）
- Navra Maza Bhavra（2013年）[4]
- Poshter Boyz（2014年）
- Gondan（2014年）
- Sanngto Aika（2014年）
- Sata Lota Pan Sagla Khota（2015年）
- Nilkanth Master（2015年）
- Dagadi Chawl（2015年）
- Vrundavan（2016年）
- Cheater（2016年）
- Love Express（2016年）[5]
- Bhetli Tu Punha（2016年）
- Lapachapi（2017年）
- Bus Stop（2017年）
- ガネーシャ マスター・オブ・ジャングル（2019年）
- Vijeta（2020年）
- Bonus（2020年）